# Muzeum Uratowanych Zabytków w Brześciu
Muzeum Uratowanych Zabytków (biał. Выратаваныя мастацкія каштоўнасці, Wyratawanyja mastackija kasztoŭnasci; ros. Спасённые художественные ценности, Spasionnyje chudożestwiennyje cennosti) – muzeum w Brześciu, oddział Brzeskiego Obwodowego Muzeum Krajoznawczego, otwarte w 1989 roku.

## Historia

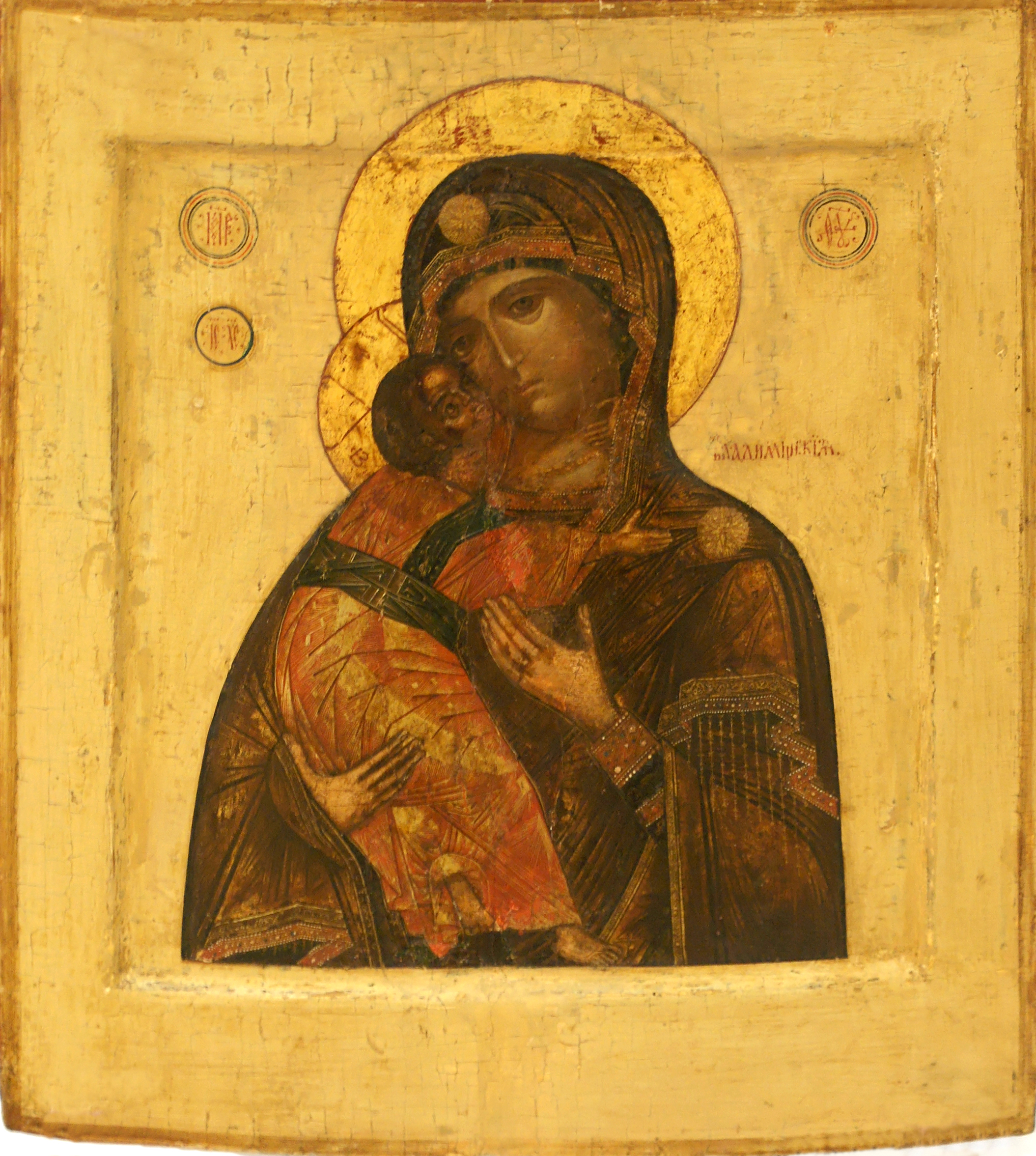
Włodzimierska Ikona Matki Bożej, jeden z eksponatów

Muzeum zostało otwarte 4 lutego 1989, jako wystawa stała Brzeskiego Obwodowego Muzeum Krajoznawczego, a od 1 stycznia 1998 jest jego filią. Już w 1953 roku Obwodowe Muzeum Krajoznawcze otrzymało od służb celnych 30 ikon oraz miedzianych wyrobów odlewniczych, a pierwszym z otrzymanych dzieł była ikona Czudo Swiatogo Gieorgija o zmije.

## Eksponaty

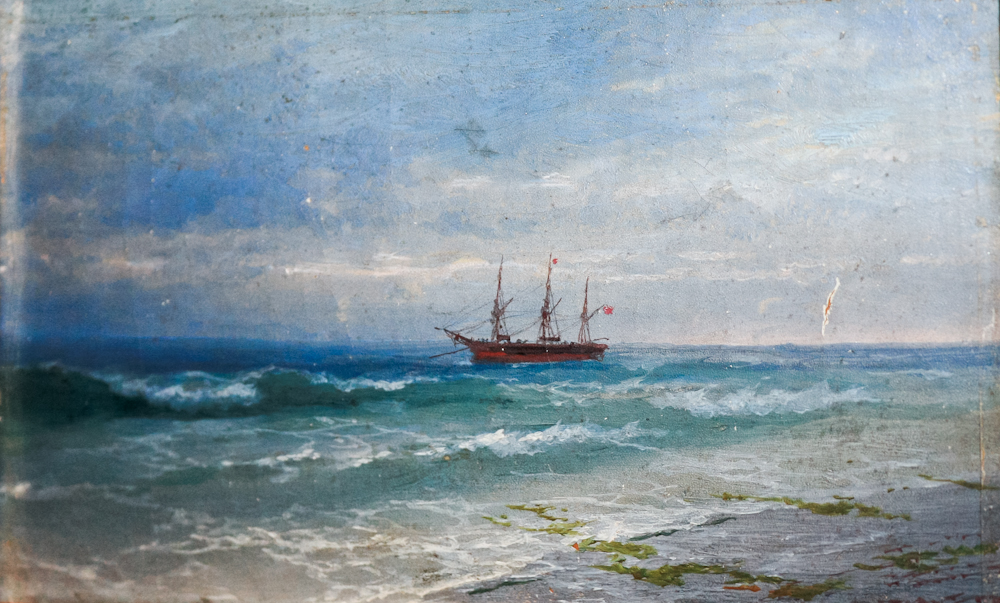
Pejzaż Iwana Ajwazowskiego

Muzeum gromadzi dzieła sztuki odzyskane przez służby na przejściach granicznych w czasie próby przemytu. Ekspozycja składa się z 10 sal. Jedna z nich poświęcona jest działaniom służb białoruskich, mających na celu zapobieganie wywożeniu dzieł sztuki za granicę. Zaprezentowane są w niej fotografie wykonane po wykryciu przemytu, przedmioty służące do ukrycia dzieł sztuki, a także ikona, która została pocięta na sześć części w celu ukrycia jej przed celnikami. Wśród eksponatów są m.in. obrazy rosyjskich malarzy, takich jak Wrubel czy Ajwazowski, powstałe między XVI a XX w., dekoracyjna sztuka europejska (m.in. zabytkowe meble, kandelabry z brązu i dziewiętnastowieczny zegar kominkowy), sztuka Dalekiego Wschodu (m.in. japońskie malarstwo na jedwabiu czy chińskie wazony), a także kolekcja porcelany z całej Europy. Największy eksponat stanowi zestaw starych mebli, które próbowano ukryć w dostawie mleka w proszku. Muzeum zgromadziło ponad 3 tysiące dzieł, z których ponad 400 jest udostępnionych dla odwiedzających. Część odzyskanych ikon i obrazów trafiła do ich właścicieli bądź cerkwi. Ponadto muzeum organizuje wystawy indywidualne lokalnych artystów oraz prezentuje prace studentów brzeskich szkół i pracowni. Odbywają się tam również wernisaże, spotkania z artystami, wieczory literacko-muzyczne oraz zajęcia muzealno-pedagogiczne.